# Vicious Delicious
 (mars 2023).
Si vous disposez d'ouvrages ou d'articles de référence ou si vous connaissez des sites web de qualité traitant du thème abordé ici, merci de compléter l'article en donnant les références utiles à sa vérifiabilité et en les liant à la section « Notes et références ».
Albums de Infected Mushroom
IM the Supervisor
(2004) Legend of the Black Shawarma
(2009)
Vicious Delicious est un album de trance psychédélique du groupe Infected Mushroom sorti en 2007.

## Titres
1. "Becoming Insane" - 7:20
2. "Artillery" (ft. Swollen Members) - 4:28
3. "Vicious Delicious" - 7:24
4. "Heavyweight" - 8:41
5. "Suliman" - 6:10
6. "Forgive Me" - 3:29
7. "Special Place" - 6:53
8. "In Front of Me" - 4:29
9. "Eat It Raw" - 6:30
10. "Change the Formality" - 7:44
11. "Before" - 6:56